# Man'yōgana
Man'yōgana (kanji 万葉仮名, 万葉がな ; hiragana: まんようがな ), drevno pismo koje se služi kineskim znakovima za japanski i okinavski jezik. Prvi je znani sustav kane koji je razvijan kao sredstvo radi fonetskog predstavljanja japanskog jezika. Nadnevak najstarije uporabe ove vrste kane nije jasan. U uporabi je barem od polovice sedmog stoljeća. Ime "man'yōgana" dolazi od imena Man'yōshū, antologije japanskog pjesništva iz razdoblja Nare pisane man'yōganom.
Premda tekstovi koji rabe ovo pismo često rabe kineske znakove zbog njihova značenja, man'yōgana se odnosni samo na znakove koje se rabi kad se predstavlja neka fonetska vrijednost. Ove su vrijednosti izvedene iz današnjeg kineskog izgovora, premda ponekad se rabilo japansko čitanje. Primjerice, 木 (čiji znak znači "drvo") može predstavljati i /mo/ (zasnovano na srednjokineskom [məwk]), ili /ko/ ili /kwi/ (u značenju "drvo" na starojapanskom).
Pojednostavnjene inačice man'yōgane dale su osnove usponu hiragane i katakane u suvremenom japanskom.
Mogući najstariji primjerak man'yōgane je željezni mač iz Inariyame iskopan na inariyamskom kofunu 1968. godine. 1978. godine je analizom X-zrakama otkriven u zlatu utisnuti napis od barem 115 kineskih znakova i ovog teksta, napisanog na kineskom, uključujući japanska osobna imena koja su vjerojatno napisana fonetski. Za mač se mislilo da je napravljen godine 辛亥年 (471. po Kristu prema opće prihvaćenoj teoriji).
Postoji mogućnost da je napis na Inariyamskom maču možda napisan na inačici kineskog jezika rabljenog u kraljevstvu s Korejskog poluotoka Baekjeu.